# Município de Monday Creek (condado de Perry, Ohio)
O município de Monday Creek (em inglês: Monday Creek Township) é um município localizado no condado de Perry no estado estadounidense de Ohio. No ano de 2010 tinha uma população de 727 habitantes e uma densidade populacional de 11,09 pessoas por km².

## Geografia
O município de Monday Creek encontra-se localizado nas coordenadas 39° 37′ 14″ N, 82° 18′ 49″ O. Segundo o Departamento do Censo dos Estados Unidos, o município tem uma superfície total de 65.57 km², da qual 65,19 km² correspondem a terra firme e (0,58 %) 0,38 km² é água.

## Demografia
Segundo o censo de 2010, tinha 727 pessoas residindo no município de Monday Creek. A densidade populacional era de 11,09 hab./km². Dos 727 habitantes, o município de Monday Creek estava composto pelo 97,25 % brancos, o 0,28 % eram afroamericanos, o 0,28 % eram amerindios, o 0,28 % eram asiáticos e o 1,93 % eram de uma mistura de raças. Do total da população o 1,24 % eram hispanos ou latinos de qualquer raça.